# Anodontites elongatus
Anodontites elongatus е вид мида от семейство Mycetopodidae.

## Разпространение
Видът е разпространен в Бразилия (Акри, Алагоас, Амазонас, Амапа, Баия, Гояс, Еспирито Санто, Мараняо, Мато Гросо, Мато Гросо до Сул, Минас Жерайс, Пара, Параиба, Парана, Пернамбуко, Пиауи, Рио Гранди до Норти, Рио Гранди до Сул, Рио де Жанейро, Рондония, Рорайма, Санта Катарина, Сао Пауло, Сеара, Сержипи, Токантинс, Триндади и Мартин Вас и Фернандо ди Нороня), Колумбия, Перу и Уругвай.